# Burning (canción)
«Burning» es el único sencillo del álbum Dreams, del grupo The Whitest Boy Alive. Fue publicado en el 2006, y relanzado en 2007 en el Reino Unido por el sello Modular Recordings. La canción fue escrita por los cuatro miembros de la banda. Alcanzó la ubicación número 51 en la lista de sencillos de Suecia.

## Lista de canciones
Sencillo en CD
1. «Burning» – 3:09
2. «Inflation» – 3:43